# Morris from America
Morris from America é um filme de comédia alemão-estadunidense de 2016 dirigido e escrito por Chad Hartigan.

## Elenco
- Craig Robinson - Curtis Gentry
- Carla Juri - Inka
- Lina Keller - Katrin
- Markees Christmas - Morris Gentry/ Mo
- Jakub Gierszał - Pier
- Levin Henning - Bastian
- Patrick Güldenberg - Sven
- Eva Löbau - Mãe de Katrin

## Prêmios e indicações
| Premiação                             | Categoria                 | Indicação      | Resultado | R.          |
| ------------------------------------- | ------------------------- | -------------- | --------- | ----------- |
| Cleveland International Film Festival | Melhor filme independente | Chad Hartigan  | Indicado  | [ 2 ]       |
| Gotham Awards                         | Melhor ator               | Craig Robinson | Indicado  | [ 3 ]       |
| Independent Spirit Awards             | Melhor ator coadjuvante   | Craig Robinson | Pendente  | [ 4 ]       |
| Seattle International Film Festival   | Futurewave Youth          | Chad Hartigan  | Indicado  | [ 5 ]       |
| Sundance Film Festival                | Special Jury Prize        | Craig Robinson | Venceu    | [ 6 ] [ 7 ] |
| Sundance Film Festival                | Waldo Salt Screenwriting  | Chad Hartigan  | Venceu    | [ 6 ] [ 7 ] |
| Sundance Film Festival                | Prêmio do Júri            | Chad Hartigan  | Indicado  | [ 6 ] [ 7 ] |